# Duranville
Duranville é uma comuna francesa na região administrativa da Normandia, no departamento de Eure. Estende-se por uma área de 4,75 km². Em 2010 a comuna tinha 154 habitantes (densidade: 32,4 hab./km²).